# Chiefs of European Navies
Die Chiefs of European Navies (CHENS: CHiefs of European NavieS) sind ein informeller Zusammenschluss der Befehlshaber europäischer Seestreitkräfte.

## Geschichte
Die Zusammenarbeit der CHENS begann 1990 unter dem Titel Heads of Navies of Northern Europe mit einem ersten Treffen der Befehlshaber von sechs nordeuropäischen NATO-Marinen, die die Folgen der Beendigung des Kalten Krieges diskutieren wollten. Am Folgetreffen 1991 nahmen Vertreter der zwölf Marinen der WEU-Staaten teil. Im Laufe der Zeit wuchs die Mitgliedschaft im Zuge der NATO-Erweiterung und der Öffnung für Vertreter aller europäischen Marinen auf 24 an.

## Organisation
Die CHENS haben keine eigenen Organisationselemente. Der Vorsitz wechselt jährlich zwischen den Teilnehmern. Jährlich findet eine zweitägige Konferenz statt, für die der Vorsitzende der CHENS Gastgeber ist. Deutscher Vertreter ist der Inspekteur der Marine.
Um die bei den Konferenzen verabredeten Themen zu bearbeiten, sind Arbeitsgruppen eingerichtet worden, die sich in unregelmäßigen Abständen treffen. Zurzeit bestehen drei Arbeitsgruppen:
- Die Maritime Strategies Dialogue working group führt den Dialog mit der United States Navy und anderen außereuropäischen Marinen über Fragen der maritimen Strategie.
- Die Maritime Security Operations working group bearbeitet Fragen der maritimen Sicherheit einschließlich der Entwicklung einer gemeinsamen zivil-militärischen maritimen Sicherheitsstrategie.
- Die Maritime cooperation with Africa working group befasst sich mit Fragen der maritimen Sicherheit in afrikanischen Gewässern und Möglichkeiten, afrikanische Staaten bei der Wahrnehmung ihrer maritimen Sicherheitsinteressen zu unterstützen.

Seit 1999 organisieren die CHENS jährlich ein einwöchiges Seminar für junge Marineoffiziere (European Seminar for Young Officers; ESYO), das dem gegenseitigen Kennenlernen und Verständnis dient. Bei den Seminaren werden aktuelle Marinethemen gemeinsam erarbeitet.
Neben den CHENS existieren mit Finabel und dem EURAC vergleichbare Organisationen der Heeres- und Luftwaffenbefehlshaber.

## Produkte
Seit 2002 haben die CHENS eine Anzahl von Dokumenten zu unterschiedlichen Themen herausgegeben, die zuvor in Arbeitsgruppen verfasst worden waren. Dazu gehören unter anderem:
- Ein allgemeines Operationskonzept für europäische Marinen (2003)[4]
- Eine Vision für die Rolle europäischer Seestreitkräfte 2025 (2005)[5]
- Eine zivil-militärische Strategie für europäische maritime Sicherheitsoperationen (2007)[6]
- Ein Vergleich der U.S. Maritime Strategy mit bisherigen CHENS-Dokumenten (2008)[7]
- Ein maritimes Operationskonzept (2010)[8]